# Torre Nova d'en Carlos
La torre Nova d'en Carlos és un edifici de Guissona (Segarra) inclòs a l'Inventari del Patrimoni Arquitectònic de Catalunya.

## Descripció
Construcció defensiva de planta quadrangular situada a 500 metres de la vila de Guissona. Cadascun dels costats de la base fa tres metres i mig aproximadament, per set metres d'alçada.Es tracta d'una estructura construïda amb pedra arrebossada i presenta grans carreus regulars als costats, col·locats de llarg i través. Podem parlar de tres cossos dividits per una línia d'imposta. El cos inferior no presenta cap particularitat, el cos central té una petita espitllera d'arc de mig punt a cadascun dels costats i el superior presenta una balustrada amb quatre obertures rectangulars a cada façana.
S'accedia a la torre per mitjà d'una porta que actualment es troba tapiada.

## Història
No tenim cap testimoni documental que ens parli d'aquesta torre, no obstant algunes persones del poble expliquen que podria haver estat construïda durant la Guerra del Francès.